# Eueremaeus oblongus
Eueremaeus oblongus är en kvalsterart som först beskrevs av Koch 1835.  Eueremaeus oblongus ingår i släktet Eueremaeus och familjen Eremaeidae. Inga underarter finns listade i Catalogue of Life.